# エナモランドメ・デ・ラモン
『エナモランドメ・デ・ラモン』（スペイン語: Enamorándome de Ramón）は、メキシコのテレビドラマ。ラス・エストレージャスで2017年2月20日から7月30日まで放送された。

## 登場人物
ラモン・ロペス・オルティス
演：ホセ・ロン
ファビオラ・メディナ・フェルナンデス
演：エスメラルダ・ピメンテル